# Том Сойер (фильм, 1930)
«Том Сойер» (англ. Tom Sawyer) — американская детская приключенческая «докодексовая» кинокомедия 1930 года. По повести Марка Твена «Приключения Тома Сойера» (1876).

## Сюжет
Поссорившись со своей возлюбленной, Бекки Тэтчер, Том Сойер ищет утешения у своего друга Гекльберри Финна. Тот рассказывает Тому о таинственном заговоре от бородавок, который требует от них посещения местного кладбища в полночь. Там они становятся свидетелями убийства доктора Робинсона, совершённого Индейцем Джо, который убеждает своего помощника-пьяницу Маффа Поттера, что это именно он виновен в преступлении. Том и Гек обещают друг другу, что будут молчать об увиденном.
Тётя Полли заставляет Тома белить забор в выходной день. Хитростью мальчик убеждает проходящих мимо мальчишек, что это занятие необычайно интересно и увлекательно, и те делятся с ним своими сокровищами за право поделать эту работу.
Том, Гек и Джо Харпер сбегают из дома, чтобы стать пиратами. Они на плоту отправляются на остров Джексонс, расположенный недалеко от их города на Миссисипи, где проводят три дня. Вернувшись, они обнаруживают, что их сочли утонувшими и присутствуют на собственной заупокойной службе.
На суде над Маффом Поттером Том даёт показания, изобличающие Индейца Джо, и тот сбегает прямо из зала суда.
Класс, в котором учатся Том и Бекки, отправляется на пикник возле пещеры. Мальчик и девочка решают исследовать её, теряются внутри и натыкаются на Индейца Джо, который прячет здесь сундук с золотом. Злодей преследует детей, но погибает, упав в расщелину. Тома и Бекки находит Гек, который показывает им выход, не забыв прихватить сокровище.
Ср. Приключения Тома Сойера: Сюжет

## В ролях
- Джеки Куган — Том Сойер
- Джуниор Даркин[англ.] — Гекльберри Финн
- Мици Грин — Бекки Тэтчер
- Люсьен Литтлфилд[англ.] — мистер Доббинс, школьный учитель
- Талли Маршалл  — Мафф Поттер, вечно пьяный рыбак, ложно обвинённый в убийстве доктора Робинсона
- Клара Бландик — тётя Полли
- Мэри Джейн Ирвинг[англ.] — Мэри
- Этель Уэльс — миссис Харпер
- Дик Уинслоу — Джо Харпер
- Джеки Сирл — Сид Сойер[1]
- Джейн Дарвелл — вдова Дуглас
- Чарльз Стивенс[англ.] — Индеец Джо
- Чарльз Селлон[англ.] — священник
- Лон Пофф[англ.] — судья Тэтчер, отец Бекки

## Производство, критика
Эта лента стала третьей экранизацией данной повести Марка Твена: предыдущие две были немыми, снятыми в 1907 и 1917 годах.

Съёмки проходили на кино-ранчо Paramount в калифорнийском поселении Агура.

Премьера фильма состоялась 15 ноября 1930 года и принесла создателям колоссальные сборы в 11 миллионов долларов (более 165 миллионов в ценах 2020 года). Это подвигло на создание второй части приключений Тома Сойера: картина вышла уже в следующем году, режиссёр был заменён на Нормана Таурога, а актёрский состав остался почти прежним. «Гекльберри Финн» собрал прокате лишь 2,5 млн долларов при бюджете в 1 миллион.
Мордант Холл, The New York Times. «Это чрезвычайно верная концепция книги. Есть небольшие упущения, некоторые моменты освещены скудно, но основные события включены в детальном виде. Удивительно интересно, как персонажи Марка Твена выходят на звуковой экран, так что если и есть незначительные расхождения, они неважны. Том Сойер в исполнении Джеки Кугана великолепен, да и весь актёрский состав необычайно компетентен. Мистер Кромвелл действует творчески и сдержанно. В результате, эта картина является одной из немногих, которые можно смотреть с признательностью и удовольствием даже сразу после повторного прочтения книги.»
Следующая экранизация «Приключений Тома Сойера» последовала в 1938 году. Эта картина уже была не только звуковой, но и цветной, она отличалась оригинальной операторской работой, а кроме того сцена в пещере была признана «самым ужасающим моментом» среди «фильмов для семейного просмотра».